# Alfredo Dick
Alfredo Dick (ur. 12 kwietnia 1865 w Yverdon-les-Bains, zm. 19 sierpnia 1909 w Turynie) – włoski biznesmen i działacz piłkarski pochodzenia szwajcarskiego. Założyciel dwóch największych turyńskich klubów - AC Torino oraz Juventusu.
Wraz z Eugenio Canfarim i Enrico Canfarim był jedną z grupy trzynastu osób, które w 1897 roku założyły drużynę Juventus F.C. W latach 1905–1906 pełnił funkcję prezesa Starej Damy. Posadę przejął po nim Carlo Vittorio Varetti. W roku 1906 ufundował drugi co do wielkości klub w Turynie, Torino Calcio 1906.